# Hydrogel

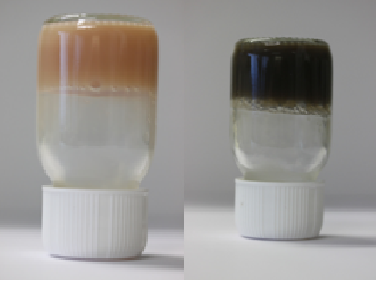
Hydrogel.

Un hydrogel est un gel dans lequel l'agent gonflant est l'eau. La matrice d'un hydrogel est généralement un réseau de polymères. Ces derniers sont insolubles dans l'eau, mais sont capables de gonfler substantiellement en présence d'une grande quantité d'eau ou de solutions aqueuses telles que les fluides biologiques. Les polymères utilisés pour fabriquer un hydrogel peuvent être superabsorbants.
Il a diverses applications biomédicales notamment dans les systèmes de délivrance de médicaments, dans le traitement de brûlures cutanées et dans les lentilles de contact souples. Il peut être imprimé en 3D.
Des hydrogels existent dans la nature avec comme exemples des mucilages fongiques, les œufs de grenouilles et de crapauds (qui gonflent au contact de l'eau) ou le mucus filmo-filamenteux défensif des myxines.

## Formation
Lors de la réticulation, les chaînes polymères rendues hydrosolubles par la présence de groupements hydrophiles se connectent entre elles via des nœuds, formant un réseau. La présence de groupes hydrophiles comme -OH, -CONH, -CONH2 et -SO3H forme des domaines hydrophiles dans les polymères et permet à la matrice de se gorger d'eau.
Ce réseau forme dans l'eau un système hétérogène constitué de deux phases (la solution et le gel gonflé). Les hydrogels sont hydratés (parfois à plus de 90 % en poids) selon la nature de l'environnement aqueux et la composition des polymères.
La préparation des hydrogels s'effectue dans des conditions très douces : généralement, la gélification s'effectue à température ambiante et pression atmosphérique, et le recours aux solvants organiques est rarement requis.
La figure suivante illustre les méthodes les plus couramment utilisées pour la synthèse d'hydrogel :

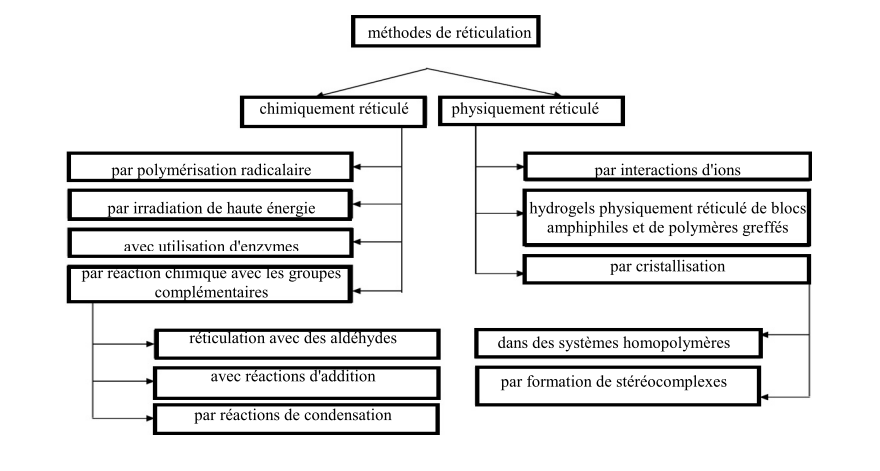
Méthodes usuelles de synthèse d'hydrogel.

La connexion entre chaînes de polymères peut être de deux sortes : permanente (liaisons covalentes) ou réversible (liaisons hydrogène, interactions de van der Waals, enchevêtrements, etc.) ce qui permet de différencier deux grands types de gels : les gels chimiques et les gels physiques.

### Gels chimiques
Les gels chimiques sont constitués de chaînes de polymères liées entre elles par des liaisons covalentes, fournissant alors un caractère dit permanent aux nœuds de réticulation et donc aux gels. Ils ne dépendent donc pas des facteurs extérieurs (température, pH, concentration, déformation mécanique, etc.).
La figure suivante présente un exemple d'hydrogel chimiquement réticulé par liaison covalente entre les β-cyclodextrines et le polyéthylène glycol acylé.
On distingue deux grands types de réticulation chimique :
1. la réticulation de petites molécules ;
2. la réticulation polymère-polymère (polymères préfonctionnalisés avec des groupes fonctionnels réactifs)[7].

Deux méthodes principales de préparation des gels chimiques sont répertoriées :
1. une polymérisation multifonctionnelle ;
2. une polymérisation suivie d'une réticulation des chaînes de polymères après leur formation.

L'existence de liaisons covalentes entre les chaînes rend les matériaux formés insolubles, quel que soit le solvant. Mais de leur compatibilité avec ce dernier dépend l'absorption en plus ou moins grande quantité.

### Gels physiques
Par opposition aux gels chimiques, les gels physiques présentent des connexions ou nœuds de réticulation non permanents. 

Le nombre et la force de ces derniers dépend directement des états thermodynamiques et mécaniques du gel, induisant donc une réversibilité de la gélification, les associations se cassent et se reforment continuellement. En d'autres termes, il est possible de franchir la barrière de la transition « solution-gel » dans les deux sens à l'infini, conduisant à une solution ou un solide selon les conditions extérieures (température, pH, etc.).
Les nœuds de réticulation fournissent alors au gel un caractère dit transitoire et sont formés par :
- interactions de type associatives : interactions coulombiennes, de van der Waals (interaction entre deux dipôles pouvant être aussi bien permanents qu'induits), liaison hydrogène ;
- interactions de type colloïdales : incombant aux suspensions colloïdales, elles reposent sur les interactions électrostatiques, stériques et de van der Waals ;
- interactions de type transition de phase : zones cristallines ou vitreuses ;
- enchevêtrements entre les chaînes de polymères[8].

La réticulation physique des chaînes polymères peut être atteinte en utilisant une variété de déclencheurs environnementaux (pH, température, force ionique) et les différentes interactions physico-chimiques mises en jeu sont :
- interactions hydrophobes : des polymères avec des domaines hydrophobes peuvent réticuler dans des milieux aqueux par gélification thermique inverse ; un segment hydrophobe (gélifiant) est couplé à un segment de polymère hydrophile par greffage post-polymérisation ou directement par synthèse d'un copolymère bloc. Cela constitue une chimie sol-gel et la température à laquelle se produit la gélification dépend de la concentration en polymère, de la longueur du bloc hydrophobe et de la structure chimique du polymère ;
- condensation de charges : des interactions de charges peuvent se produire entre un polymère et une petite molécule ou entre deux polymères de charges opposées pour former un hydrogel ;
- liaisons hydrogène : interactions par liaisons hydrogène entre les chaînes de polymères facilitées par des géométries compatibles des polymères en interaction ;
- stéréo-complexation : se réfère à des interactions synergiques pouvant se produire entre des chaînes de polymères ou des petites molécules de même composition chimique mais de stéréochimie différente ;
- chimie supramoléculaire : utilisation de motifs spécifiques de reconnaissance moléculaire et/ou supramoléculaire, à savoir la mise en ordre de molécules dans des structures définies. Le type d'interaction le plus commun dans cette catégorie est la formation de complexes d'inclusion entre des polymères poly(oxydes d'alkylènes) et des cyclodextrines (CD) qui forment généralement des hydrogels réversibles. Ce dernier type d'interaction est à la base d'un type d'hydrogel physiquement réticulé et grandement développé dans la littérature au cours de ces dernières années : les hydrogels supramoléculaires. 
La figure suivante décrit la structure proposée de l'hydrogel supramoléculaire « PEG/α-CD » synthétisé par Harada et al.

### Hydrogel supramoléculaire
La littérature expose un grand nombre d'hydrogels supramoléculaires, formés notamment par les complexes hôte-invité (host-guest), les polyrotaxanes et polypseudorotaxanes composés de cyclodextrines.
L'intérêt pour ce type d'hydrogel va grandissant, car il conduit à des propriétés exceptionnelles dont : une thermo-réversibilité contrôlable de la gélification, non-toxicité, thixotropie.
Un exemple est celui reporté par Harada et Kamachi sur la synthèse d'un polypseudorotaxane à partir d'α-CD et de polyéthylène glycol (PEG, Mw supérieur à 2 000) qui forme un hydrogel supramoléculaire en milieu aqueux à température ambiante. Le polypseudorotaxane est constitué d'une chaîne de polyéthylène glycol (constituant le stator) complexé par plusieurs cyclodextrines (constituant la partie mobile, le rotor).

## Classifications
Les hydrogels peuvent être classés selon : la nature des polymères (naturels ou synthétiques), la nature des groupements latéraux (neutre ou ionique), les caractéristiques mécaniques et structurelles, les méthodes de préparation (homo ou copolymère), les structures physiques (amorphes, cristallines, ponts d'hydrogène, supramoléculaires, hydrocolloïdales, etc.) et la réactivité aux stimuli environnementaux (pH, force ionique, température, rayonnement électromagnétique, etc.).

## Propriétés et applications
La teneur en eau d'un hydrogel détermine ses caractéristiques physico-chimiques. 
Néanmoins, il est possible de citer ses propriétés remarquables : une rigidité partielle et une capacité à donner une réponse élastique à un stress mécanique, ils sont hautement biocompatibles et non toxiques et présentent un degré de flexibilité très similaire à celui des tissus naturels (induit par leur importante teneur en eau).
Les applications des hydrogels sont grandissantes, de même que l'intérêt qu'ils suscitent. Leurs caractéristiques physico-chimiques exceptionnelles leur permettent en effet des applications pharmaceutiques et biomédicales, notamment dans l'administration de médicaments (dans des nanosphères ou nanocapsules, par voie orale ou voie transdermique, etc.). On les retrouve également dans la lutte contre les brûlures cutanées.
Ils sont aussi couramment utilisés pour une large gamme d'applications dans les essais cliniques de la médecine expérimentale comprenant : l'ingénierie tissulaire et la médecine de la régénération, le diagnostic, l'immobilisation cellulaire, la séparation de biomolécules ou de cellules, l'utilisation de matériaux barrière pour réglementer les adhérences biologiques.

## Recherche et prospective
L'une des pistes de recherche porte sur les hydrogels bioinspirés et la biomimétique qui pourrait notamment déboucher sur la production de matériaux biosourcés, par exemple inspirés du mucus filmo-filamenteux des myxines. 
En 2019, TreeFrog Therapeutics arrive à faire croître des cellules souches, encapsulées dans des billes d'hydrogel, dans des bioréacteurs.
On commence aussi à imprimer en 3D des « squelette d'hydrogel » sur lesquels on peut cultiver ou accrocher des fibres musculaires biologiques et peut être bientôt des axones, avec par exemple le projet biobot de Rashid Bashir et al., université de l'Illinois (Urbana-Champaign),,,,.